# Gundi Hauptmüller
Gundi Hauptmüller (* 22. Januar 1966 in Stadthagen) ist eine Hamburger Politikerin, zuerst der STATT Partei und später der Grün-Alternative Liste (GAL).

## Leben und Politik
Gundi Hauptmüller arbeitete 15 Jahre als Geschäftsführerin der Stahlberg Stiftung. Vorher arbeitete sie als Freie Journalistin und Büroleiterin.
1993 zog Hauptmüller mit der STATT Partei um den Gründer Markus Wegner in die Hamburgische Bürgerschaft ein. Kurz nach der Kooperationsvereinbarung zwischen SPD und STATT Partei verließ sie die Fraktion. Mitte 1994 wechselte sie zur GAL-Fraktion, bei der sie vorher schon als Gast aufgenommen worden war. Sie engagierte sich im Bereich Bauen, Verkehr sowie Kinder und Jugend. Sie war Mitglied im Petitionsausschuss.